# Municipio de Coatetelco
El municipio de Coatetelco es un municipio indígena autónomo creado el 1 de enero de 2019 en el estado mexicano de Morelos. Su cabecera es la localidad de Coatetelco. Ubicado a 980 metros sobre el nivel del mar, el municipio incluye el lago Coatetelco y el sitio arqueológico de Coatetelco. Es una de las pocas comunidades pesqueras en el centro de México y tiene una población de 9094.

## Toponimia
El nombre proviene del idioma nahua y significa, lugar de las serpientes en los montículos de piedra.

## Historia
Se han encontrado fósiles de animales que datan de hace 5.000 o 10.000 años a. C. en la zona cerca de Coatetelco. Coatetelco es uno de los asentamientos humanos más antiguos de Morelos, ya que en su zona arqueológica se encuentran vestigios que datan del 500 a. C. Se cree que los primeros humanos de la zona fueron cazadores nómadas. Por ella pasaron los nahuas en la mítica romería de Aztlán.
Cuenta una leyenda que cuando llegaron los españoles, destruyeron el templo de Cuauhtlitzin (también conocido como Tlanchana) y en su lugar construyeron la iglesia de San Juan Bautista. Poco después de la conquista española en el siglo XVI, Coatetelco se convirtió en parte del Marquesado del Valle de Oaxaca. La tierra fue expropiada y comenzó la siembra de caña de azúcar. En 1701 los hacendados construyeron una represa y establecieron un trapiche (ingenio azucarero). Casi al mismo tiempo, establecieron un rancho de ganado llamado La Estancia. 
Cuando México se independizó en 1821, Coatetelco pasó a formar parte del Estado de México y perteneció al municipio de Mazatepec a partir de 1823. En 1848 la hacienda de Miacatlán se incorporará a Mazatepec; los propietarios protestaron y diez años después se estableció el municipio de Miacatlán, que incluía el lago Coatetelco y el pueblo de Coatetelco.
El estado de Morelos fue creado en 1869 y Coatetelco pasó a formar parte del municipio de Miacatlán. La producción de caña de azúcar alcanzó su punto máximo durante el Porfiriato, aunque las haciendas de Santa Cruz, Actopan, Cocoyotla y Miacatlán fueron abandonadas poco después del estallido de la Revolución mexicana de 1910. La hacienda de Acatzingo está en ruinas hoy y la tierra del rancho  La Estancia  ahora pertenece al ejido local.
La iglesia del siglo XVIII de San Juan Bautista fue utilizada por el Ejército Libertador del Sur (zapatistas) como cuartel general durante la Revolución mexicana que comenzó en 1910. La primera escuela se estableció en 1926 y fue destruida por un terremoto en 1955; un edificio de dos pisos lo reemplazó en 1996. La primera carretera, que une Coatetelco con Alpuyeca y Mazatepec, se estableció en 1952. La ciudad fue electrificada en la década de 1950; el centro de salud comunitario fue inaugurado en 1959. La comunidad tenía su propia defensa hasta 1983. El ecoturismo comenzó en 2001.
El 9 de noviembre de 2017, la LIII Legislatura del Congreso del Estado de Morelos aprobó la creación de cuatro nuevos municipios en el estado, incluyendo a Coatetelco, a partir del 1 de enero de 2019, aunque esto luego se redujo a tres. El primer desafío del nuevo municipio fue la falta de recursos económicos. Ocho meses después de su formación, el municipio seguía luchando por resolver sus diferencias con Miacatlán.
El estado de Morelos reportó 994 infecciones y 140 muertes por la pandemia de COVID-19 en Morelos incluyendo seis casos en Coatetelco el 13 de mayo de 2020. Las escuelas y muchas empresas cerraron en todo el estado a partir de mediados de marzo. Coatetelco reportó diez casos, cinco recuperaciones y cuatro muertes el 31 de agosto.

### Mito
Se dice que un grupo de tlahuicas, durante su peregrinaje desde Aztlán, se detuvo a descansar a orillas del lago Coatetelco debido a que su sacerdote estaba enfermo. Empeoró, pero antes de morir pidió ser enterrado junto al lago. Su tumba de piedra fue tallada con la figura de una serpiente con la boca abierta, y se cree que el nombre de la ciudad proviene de este glifo. La gente se volvió sedentaria y productiva, y rara vez se casaba fuera de la comunidad, preservando así sus raíces y costumbres.
Cuando llegaron los españoles, el glifo estaba escondido en el centro del lago, donde permaneció durante cuatrocientos años. Sin embargo, en 1985 el lago se secó, la piedra se hizo visible y fue vendida a un coleccionista de arte prehispánico. Una noche en la madrugada, dos helicópteros sobrevolaron, como para cazar patos y la piedra desapareció misteriosamente. Teódula Alemán Cleto, en Coatetelco, Pueblo Indígena de Pescadores dice que nadie sabe si es verdadero este relato.

## Geografía
El municipio de Miacatlán se ubica geográficamente entre los paralelos 18° 43′ 45″ latitud norte y los 99° 19′ 30″ longitud oeste del meridiano de Greenwich a una altitud de 980 m s. n. m. (metros sobre el nivel del mar). Al norte se encuentra Miacatlán y Temixco, Al sur  Puente de Ixtla y Xoxocotla están al este, y Mazatepec y Tetecala están al oeste. Coatetelco se ubica en el occidente de Morelos, a 34 km de Cuernavaca y a 126 km de la Ciudad de México.
Las elevaciones más altas en Coatetelco son el "Cerro de Tepansillo", ubicado al norte de la ciudad y el "Cerro Pie de Moctezuma" al noreste del lago. Se dice que el cerro de Tepansillo, cubierto de lava, tuvo una vez un agujero de 50 centímetros por donde salía aire; de ahí el nombre. El cerro está ubicado en la Colonia Saavedra y ofrece un mirador. Cada mayo la gente del pueblo lleva flores al cerro en honor a la Virgen de la Purísima, y el 23 de junio se celebra una misa en honor a la San Juan. Hay una mina de piedra caliza en el lado este de la colina. Hay una gran piedra con una huella tallada en la ladera de la otra colina, que se dice que es en honor al rey mexica Moctezuma Xocoyotzin para celebrar su victoria sobre Coatetelco. La piedra fue parcialmente destruida durante la construcción de la carretera Coatetelco-Miacatlán en 1976.

### Lago Coatetelco y clima
El lago Coatetelco es un lago natural con ocho pozos para riego y nueve para consumo humano. Entre los peces se incluyen la mojarra carpa de Israel y la lobina. La temperatura promedio es de 22 °C. La temporada de lluvias es de julio a octubre y los vientos dominantes vienen del norte.
Según la leyenda, el lago Coatetelco fue formado por la princesa Cuauhtlitzin cuando la región fue atacada por tribus enemigas. Cuando ella imploró ayuda a los dioses, enviaron relámpagos para matar al enemigo y lluvia para inundar los campos para que no pudieran ser robados. Ella sobrevivió, pero cuando vio cómo su gente se había ahogado, lloró amargamente y arrojó una guirnalda de flores al agua, provocando que la enterraran allí. Así fue creado el lago. Los sobrevivientes supuestamente tallaron la escultura de Cuauhtlitzin que se encuentra en el museo local, y es honrada durante las fiestas de Teopixqui en junio y noviembre. A Cuauhtlitzin se le llama  La Tlanchana  (sirena o novia de los pescadores), y se cree que si se va, el lago se secará. Esto supuestamente sucedió en el siglo XIX cuando dejó Coatetelco y se fue a la laguna de Tequesquitengo porque los trabajadores de las haciendas sufrían mucho. El lago también se secó en 1985.

## Demografía

### Localidades
En el censo de 2020 el municipio de Coatetelco contaba con 14 localidades.
| Código INEGI    | Localidad              | Población (2020) |
| --------------- | ---------------------- | ---------------- |
| 170340001       | Coatetelco             | 9 672            |
| 170340014       | Xochicalco             | 578              |
| 170340012       | General Pedro Saavedra | 338              |
| 170340011       | El Muelle              | 257              |
| 170340005       | Colonia Tres de Mayo   | 221              |
| 170340006       | Colonia Benito Juárez  | 101              |
| 170340003       | Campo el Llanito       | 63               |
| 170340004       | Campo la Candelaria    | 29               |
| 170340002       | Campo Acatzingo        | 22               |
| 170340008       | Colonia Santa Fe       | 20               |
| 170340013       | La Cuahulotera         | 18               |
| 170340007       | Colonia San Isidro     | 13               |
| 170340010       | El Llano               | 10               |
| 170340009       | El Dique               | 5                |
| Total municipal | Total municipal        | 11 347           |

### Colonias
La Colonia Benito Juárez García fue fundada en 1954 en terrenos que anteriormente pertenecían al campo conocido como "La Nopalera". Tiene una feria el 21 de marzo en honor al expresidente.
La Colonia Saavedra está ubicada en la cima del "Cerro de Tepansillo". Fue fundado en la década de 1960 y allí se encuentra el cementerio de la ciudad.
La Colonia Navarrete fue fundada al oeste de la ciudad en los campos de "Piedra Grande" en la década de 1970. Tiene una capilla dedicada a la Virgen de la Candelaria.
La Colonia El Muelle recibe su nombre del muelle de botes que se encuentra allí. Fue fundado en 1976 en tierras antes llamadas "La Guamuchilera" donde una vez se cultivaron maíz, frijoles y calabazas.
La Colonia Crucero de Xochicalco está localizada cerca del lago El Rodeo y de la carretera federal Alpuyeca-Grutas que va al sitio arqueológico Xochicalco. Fue fundada en 1977 y cuenta con un pequeño centro de salud.
La Colonia 3 de Mayo está ubicada en una pequeña colina llamada "El Capiro" (llamado así por una planta con frutos morados que se usa para hacer atole) y fue fundada en la década de 1980.
La Colonia San Isidro Labrador fue fundada en 2007 a lo largo de la carretera Alpuyeca-Coatetelco. La Colonia El Charco también fue fundada en 2007. El campo de atletismo Cuauhtémoc se encuentra en el barrio.

### Educación
Hay dos escuelas indígenas, tres preescolares, cuatro primarias (grados 1-6) y una secundaria (grados 7-9) en Coatetelco.
La Fiesta de San Juan Bautista se celebra el 24 de junio, con bailes de moros y tecuanes, así como con corridas de toros. La fiesta de San Miguel se celebra el 29 de septiembre con visitas a los campos, y el Día de Muertos el 2 de noviembre presenta la colocación de ofrendas.

### Iglesias y religión
La religión tradicional prehispánica se basaba en el respeto y la fe en la Madre Naturaleza. Fiel a sus raíces, el tradicional "Huentle a los airecitos" se celebra el 23 de junio y en la feria cultural el último sábado y domingo de noviembre. Los "airecitos" son dioses prehispánicos que predicen la lluvia, detectan enfermedades y curan a los enfermos. Viven en cuevas, quebradas, lagos y otras zonas naturales. El festival de junio es para rezar por una buena cosecha, mientras que el festival de noviembre es para dar gracias por ello. Debido a la gran cantidad de jóvenes que han emigrado a los Estados Unidos en busca de una vida mejor, el festival de noviembre se mantiene vivo principalmente gracias a los esfuerzos del Centro Cultural Tlanchana.
La evangelización cristiana de Coatetelco se remonta a 1529 o 1530. En 1531, bajo la dirección de Fray Toribio de Benavente, se construyó una casa que incluía dos habitaciones y se inició un atrio donde había estado un templo cerca del lago. Allí se encontró una cruz entre 1974 y 1978 cuando se cambió el piso durante la remodelación. En 1590 se construyeron dos celdas, una casa parroquial y un pórtico, y se inició la construcción de una capilla abierta. La construcción se detuvo en el siglo XVII cuando Xuan Xuarez encabezó una rebelión armada contra los terratenientes debido a la expropiación de tierras. Los monjes defendieron a los terratenientes y los campesinos destruyeron la vicaría, que era vista como el centro del control español. El marqués más tarde destruyó todo el complejo. La construcción de la iglesia de San Juan Bautista se completó en estilo barroco en el siglo XVIII, aunque nunca se construyó un gran convento. Desde entonces, el diseño original del edificio se ha perdido, en gran parte porque los zapatistas lo utilizaron como cuartel general durante la Revolución mexicana que comenzó en 1910. Se inició su restauración en 1926. Luego, como resultado del terremoto de México de 1985, el edificio fue nuevamente dañado. La iglesia sufrió graves daños en el terremoto de Puebla de 2017, que también costó cinco vidas en Coatetelco.
También están las capillas católicas de Candelaria (Narvarte), la capilla de San San José (Benito Juárez), una Iglesia Adventista del Séptimo Día en el centro de la ciudad, la Casa De Dios Pentecostés Ebenezer, Centro Cristiano Misiones Transmundiales (ambos en el centro), Iglesia Betel (Benito Juárez), Iglesia Cristiana Evangélica (Benito Juárez) y Salón del Reino de los Testigos de Jehová (Narvarte).

## Turismo

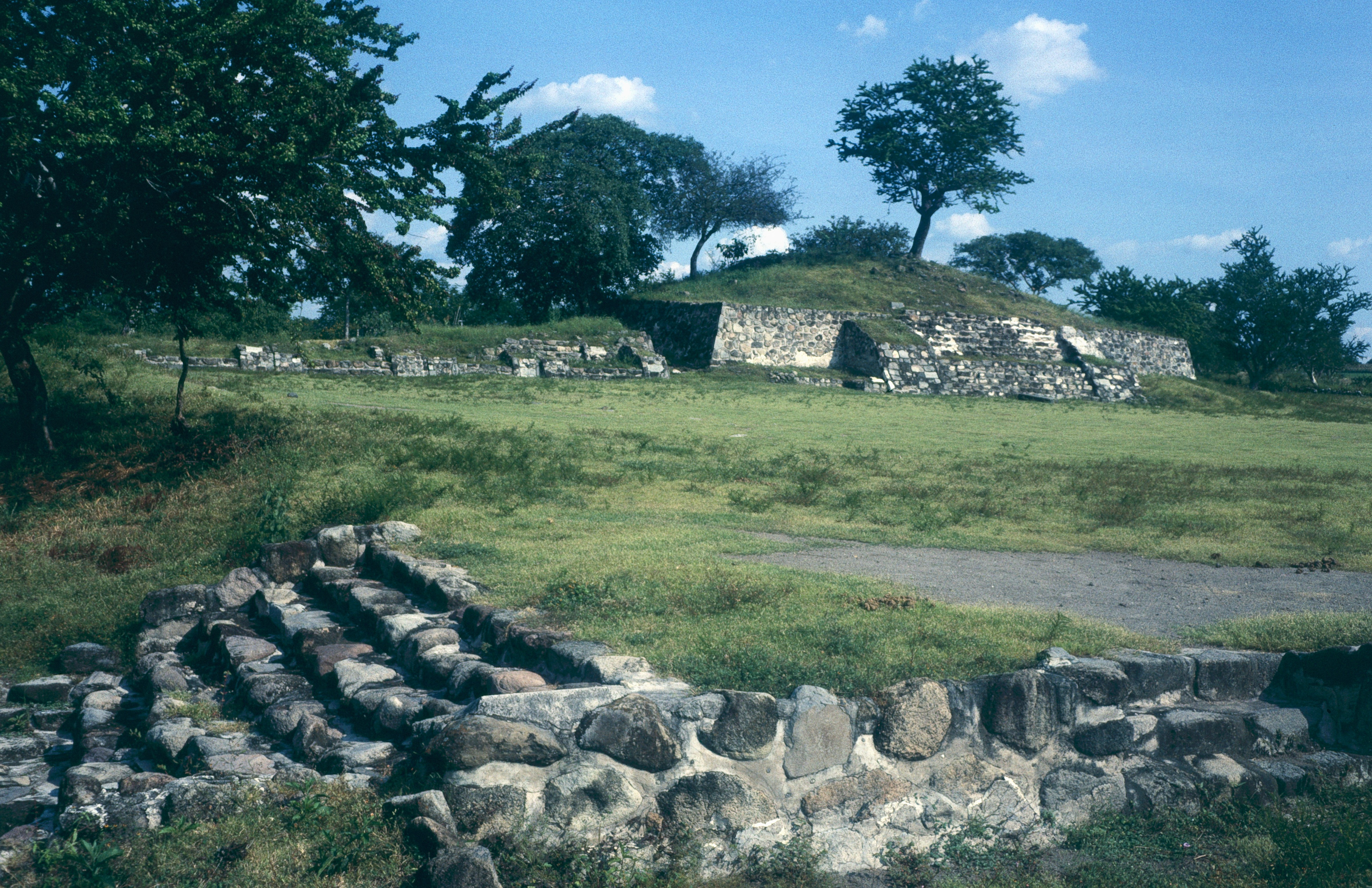
Pirámide principal de Coatetelco.

La zona arqueológica de Coatetelco a las afueras de la ciudad es la atracción principal. Construido por Tlahuicas en el período posclásico después de Xochicalco, Coatetelco tiene una gran plaza donde se hacían sacrificios al dios del viento, Ehécatl; un suelo de pelota y un museo.
El Festival del Pescado Cultural, Artesanal y Gastronómico se realiza en noviembre. Este es un festival indígena tradicional que incluye oraciones a la Madre Tierra por el buen tiempo.
Hay varios restaurantes alrededor del lago Coatetelco que ofrecen agua dulce mojarra. También se puede pescar o navegar en kayak en el lago, y se puede practicar ciclismo de montaña y paseos a caballo.

## Fiestas y tradiciones
Coatetelco es una de las pocas comunidades pesqueras indígenas del centro de México. La mojarra capturada en el lago se sirve frita, en sopa o en tamales y constituye la dieta tradicional y hay una fiesta del pescado en noviembre. La comunidad cercana de Alpuyeca es conocida por su helado.
El municipio tiene su propia cronista, Teódula Alemán Cleto, "Mamá Teo". Es maestra rural y persona mayor de Coatetelco que fundó el Centro Cultural Tlanchana en la década de los noventa. El centro ofrece talleres para niños y adolescentes de la comunidad. Mamá Teo también ha compuesto un corrido. video de la canción "En El Muelle De Coatetelco"

### Bailes
Los "tekuanis" son un grupo de bailarines que dialogan en náhuatl para representar la caza y la captura de animales salvajes en trampas. La danza de "los moros" representa una batalla mortal entre cristianos y moros. "Los vaqueritos" es un baile de la época colonial que demuestra la vida de los rancheros. "Los pastores" solo bailan el Nochebuena, y están formados por una mujer y varios hombres. "Las pastoras" son mujeres que bailan en Candelaria y la fiesta de San Juan. “Las contradanzas” son interpretadas por niñas que llevan un gran lazo en el pelo y forman una cadena humana. Coatetelco también tiene su grupo de chinelos, que probablemente representan la forma en que los indígenas veían a los colonos españoles. "Xochipitzahuatl" es un baile nupcial similar al jarabe tapatío, el llamado "baile del sombrero mexicano".

### Días festivos
La fiesta de la Virgen de la Candelaria se celebra el último domingo de enero. En Coatetelco, esta fiesta se remonta a la fiesta prehispánica de "Teopixqui" en honor a la princesa Cuauhtlitzin, diosa de la fertilidad.
La medicina tradicional, como limpiezas con huevos y otros rituales que sirven para alejar a los malos espíritus, deshacer maleficios y atraer cosas buenas, se practica con frecuencia en Coatetelco. Solo el 60% de los habitantes están cubiertos por el sistema federal de Seguridad Social.
Coatetelco es uno de los pocos lugares en Morelos que todavía usa el huacapextle en el Día de Muertos, desde el 27 de octubre al 2 de noviembre. Esta es una mesa tejida que cuelga del techo. Contiene flores cempasúchil, velas, 12 piezas de pan, 12 piezas de chocolate, 12 platos de mole o tamales, dos sal recipientes, agua y fruta. También se colocan 12 velas en el suelo y toda la ofrenda se purifica con copal.